# لامبرت (وحدة)
يعد لامبرت وحدة غير دولية للاستضواء، سميت على اسم يوهان هاينريش لامبرت (1728-1777)، عالم رياضيات وفيزياء وفلك سويسري. تستخدم الوحدة ذات صلة «لامبرت-قدم» في صناعات الإضاءة والسينما ومحاكاة الطيران. وحدة نظام الوحدات الدولي هي القنديلة لكل متر تربيع (cd/m2).

## التعريف
1 لامبرت (L) = {\displaystyle {\frac {1}{\pi }}} قنديلة لكل سنتيمتر مربع (0.3183 cd/cm2) أو {\displaystyle {\frac {10^{4}}{\pi }}} cd m−2.